# 基里布鲁
基里布鲁（Kiriburu），是印度贾坎德邦Pashchimi Singhbhum县的一个城镇。总人口9545（2001年）。

## 人口
该地2001年总人口9545人，其中男性4987人，女性4558人；0—6岁人口1362人，其中男709人，女653人；识字率66.84%，其中男性为75.84%，女性为57.00%。